# Comité olympique de Gibraltar
Pour les articles homonymes, voir GOC.
Le Comité olympique de Gibraltar  (GOC) (en anglais : Gibraltar Olympic Committee) est une association « ayant pour but de promouvoir le développement et la protection du Mouvement olympique et du sport en général à Gibraltar, et d'organiser la préparation et la sélection des athlètes afin d'assurer la représentation de Gibraltar aux Jeux olympiques ».
Gibraltar est actuellement reconnu par 18 fédérations internationales sportive. Les athlètes de Gibraltar demeurent libres de participer aux Jeux olympiques au sein de la sélection britannique via la British Olympic Association. Une délégation autonome est toutefois présente aux jeux olympiques spéciaux depuis 2007  et aux Jeux du Commonwealth (via le CGA de Gibraltar).

## Reconnaissance auprès du CIO
L'association tente depuis 1990 de se faire reconnaitre auprès du Comité international olympique (CIO) comme comité national olympique, reconnaissance clé pour envoyer une délégation aux Jeux olympiques. D'autres territoire britannique d'outre-mer disposent d'un CNO comme les Bermudes ou les îles Vierges britanniques. 
Le 18 juillet 1996, le CIO a modifié la règle 34 par. 1 de la Charte olympique dont la teneur est désormais la suivante: « Dans la Charte olympique, l'expression "pays" signifie un Etat indépendant reconnu par la communauté internationale ». Le 20 janvier 1998, le CIO a refusé la reconnaissance du GOC, pour le motif que les règles de la Charte olympique en vigueur ne permettaient pas la reconnaissance, en qualité de CNO, d'une organisation dont la juridiction ne coïncidait pas avec les limites d'un État indépendant reconnu par la communauté internationale.
Le ministre en chef Fabian Picardo accuse l'Espagne, de faire toujours pression sur le CIO pour maintenir leur revendication sur ce territoire.

## Athlètes gibraltariens aux Jeux olympiques
- Peter Dignan, médaillé de bronze en aviron en 1976 sous les couleurs de la Nouvelle-Zélande
- Georgina Cassar, gymnaste participant en Gymnastique rythmique en 2012 sous les couleurs de la Grande-Bretagne